# Dziurawa Skała (Zipser Pieninen)
Der Dziurawa Skała  ist ein Berg in den polnischen Zipser Pieninen, einem Gebirgszug der Pieninen, mit 748  Metern Höhe über Normalnull. 

## Lage und Umgebung
Der Dziurawa Skała  liegt im Hauptkamm der Pieninen. Nördlich des Gipfels liegt der Stausee Jezioro Czorsztyńskie und südlich der Gebirgsbach Łapszanka.

## Tourismus
Der Gipfel ist von allen umliegenden Ortschaften leicht auf markierten Wanderwegen erreichbar. Er liegt außerhalb des polnischen Pieninen-Nationalparks.